# 11102 Bertorighini
11102 Bertorighini eller 1995 SZ4 är en asteroid i huvudbältet som upptäcktes den 26 september 1995 av den italienska astronomen Luciano Tesi vid Pian dei Termini-observatoriet. Den är uppkallad efter astronomen Alberto Righini.
Asteroiden har en diameter på ungefär 4 kilometer och den tillhör asteroidgruppen Astraea.